# 沼澤異形 (2019年電視劇)
《沼澤異形》（英語：Swamp Thing）是一部美國超級英雄恐怖網路劇集，改編自DC漫畫旗下、由萊恩·韋恩和伯尼·萊特森共同創作的同名漫畫。劇集於2019年5月31日在串流媒體平台DC Universe首播，第一季共10集。2019年6月6日，華納宣佈不會製作第二季，劇集在第一季播出後完結。

## 概要
艾比·艾肯回到位於路易斯安那州霍瑪的家鄉調查一種致命的沼澤傳播病毒。她遇到了科學家亞歷克·荷蘭，與之產生了情感糾葛。在亞歷克因意外不幸去世之後，艾比發現了沼澤的秘密，亞歷克可能並沒有死……

## 演員與角色

### 主要角色
- 克莉絲朵·里德（英语：Crystal Reed） 飾演 艾比蓋兒·「艾比」·艾肯（英语：Abby Holland）：一名美國疾病管制與預防中心的醫生，為調查一場恐怖的致命傳染病而回到家鄉。梅利莎·科拉佐（Melissa Collazo）出演青少年時期的艾比。

- 薇吉妮亞·麥德森 飾演 瑪麗亞·桑德蘭（Maria Sunderland）：艾佛瑞·桑德蘭的妻子，在艾比返鄉後，她因女兒蕭娜之死的喪女之痛再度回歸，之後更捲入了因沼澤而起的神秘超自然事件中。

- 安迪·賓（英语：Andy Bean (actor)） 飾演 亞歷克·荷蘭（英语：Alec Holland）：一名被艾佛瑞·桑德蘭請來進行分析的生物學家，當他發現有人在沼澤中進行非法活動時，被人謀殺。他的記憶留存在沼澤異形體內。

- 德瑞克·米爾斯（英语：Derek Mears） 飾演 沼澤異形（Swamp Thing）：亞歷克·荷蘭被謀殺之後，他的屍體被沼澤中的植物包裹轉化為超級英雄「沼澤異形」，並保留亞歷克·荷蘭的記憶，他試圖保護城鎮跟大自然的同時保住自己的人性。

- 亨德森·韋德（Henderson Wade） 飾演 馬修·「麥特」·凱博（英语：Matt Cable）：一名與母親露西莉亞同住的警官，為艾比的兒時好友。他發現自己在超自然現象開始威脅城鎮時陷入困境。

- 瑪麗亞·斯登（英语：Maria Sten） 飾演 伊莉莎白·「莉茲」·崔梅恩（Elizabeth "Liz" Tremayne）：當地記者兼酒保，是艾比的兒時密友。

- 潔若·皮斯考克（英语：Jeryl Prescott） 飾演 妮妙·因伍杜／仙娜度夫人（英语：Madame Xanadu）：一名眼盲的算命師，具有能預知未來的靈媒能力。

- 威爾·派頓（英语：Will Patton） 飾演 艾佛瑞·桑德蘭（Avery Sunderland）：一名商業鉅子，雖然會回饋社會，但他企圖掌握沼澤的神秘力量以營利。

- 凱文·杜蘭 飾演 傑森·伍德羅（英语：Floronic Man）：一名被帶來研究沼澤成分的生物基因學家，讓他變得執著於解鎖沼澤的潛力，並為他帶來了可怕的後果。

### 常設角色
- 李奧納多·南 飾演 哈倫·愛德華（Harlan Edwards）：一名男同性戀者，美國疾病管制與預防中心的醫生，同時也是艾比的副手。

- 飾演 露西莉亞·凱博（Lucilia Cable）：當地警長，非常在乎自己的兒子麥特。

- 伊恩·齊爾林 飾演 丹尼爾·卡西迪／藍魔鬼（英语：Blue Devil (DC Comics)）：一名為找回以前的名氣而在一部電影中演出藍魔鬼而變得小有名氣的前替身演員。

- 艾兒· 飾演 蘇西·科爾（Susie Coyle）：一名被診斷出患有沼澤「綠流感」的小女孩，與沼澤異形有神秘的聯繫，並與艾比交好。

- 吉雯·夏普 飾演 蕭娜·桑德蘭（Shawna Sunderland）：瑪麗亞與艾佛瑞已逝的女兒，艾比的好友。

### 客串角色
- 麥可·貝奇 飾演 納森·艾勒瑞（Nathan Ellery）

- RJ·賽勒 飾演 瓊斯（Jones）

- 米卡·費茲傑羅 飾演 曼森／腐爛者（Munson / The Rot）

- 麥肯·布萊爾 飾演 幻影陌生人（英语：Phantom Stranger）

## 集數
| 集數 | 標題 | 譯名     | 導演                  | 編劇                                                             | 上線日期      | 製作代碼  |
| --- | ---- | -------- | --------------------- | ---------------------------------------------------------------- | ------------- | --------- |
| 1 |      | 試播集   | 連恩·懷斯曼           | 故事構思 ：蓋瑞·道柏曼＆馬克·弗海頓                              | 2019年5月31日 | T33.01008 |
| 被僱傭的三名男子來到沼澤，計劃將三個箱子丟入水中。他們受到大量植物藤蔓的攻擊，只有科爾倖免於難逃回家中。48小時之後，科爾的女兒蘇西感染一種神秘病毒，這種病毒迅速在路易斯安那州的瑪萊鎮蔓延開來。在瑪萊鎮生活成長的艾比·艾肯當前是美國疾病管制與預防中心的一名醫生，她被派來援助治療。她見到了兒時的朋友、當前的小鎮警察麥特·凱博，兩人在科爾家調查案情時，遇到被艾佛瑞·桑德蘭聘請來此做研究的生物學家亞歷克·荷蘭。亞歷克認為桑德蘭的研究與傳播的病毒有關，他在沼澤的水中發現一種神秘的新型誘變加速生長劑。艾比和亞歷克在解剖研究科爾的屍體時，從屍體中伸長的植物藤蔓攻擊了他們，最終亞歷克用火燒死了這些藤蔓。亞歷克陪同艾比拜訪幼時好友莉茲·崔梅恩，莉茲是當地一家周刊的記者，並兼職酒保。瑪麗亞·桑德蘭因早逝的女兒怪罪於艾比，警告她在病毒事件結束之後立刻離開瑪萊鎮。亞歷克帶艾比來到位於沼澤岸邊自己的實驗室，他通過實驗證實了誘變加速生長劑的猜想。亞歷克前往沼澤尋找被投放於水中的箱子，此時他被人射中兩槍，在小船被炸藥焚毀之前，負傷的亞歷克翻身潛入水中。亞歷克生命垂危，渾身被沼澤中的藤蔓包裹。衝到事發現場的艾比被一個龐然大物嚇跑，這個怪物擁有一雙紅色眼睛，身上佈滿綠色蘚類和陳腐泥沼。               |      |          |                       |                                                                  |               |           |
| 2 |      | 人鬼殊途 | 連恩·懷斯曼           | 馬克·弗海頓＆多麗絲·伊根                                         | 2019年6月7日  | T33.10352 |
| 警方在沼澤搜索亞歷克的屍體，他們並未對艾比描述的怪物多加理會。瑪麗亞請求仙娜度夫人幫助找到女兒的靈魂，後者勸告她打消這個念頭。艾佛瑞·桑德蘭向艾比表示，誘變加速生長劑能使樹木生長得更快，從沼澤中汲取水分，從而可以開發這片土地，獲取更多資源。這種藥劑的研究者傑森·伍德羅和妻子來到瑪萊鎮。儘管他們聲稱藥劑不會引起傳染病毒，艾佛瑞要求他們徹底調查此事。為了調查亞歷克的事情，艾比和朋友莉茲來到丹尼爾·卡西迪的「藍魔鬼」影碟出租店，她在電腦留存的影像日誌中發現亞歷克死前對自己抱有好感。醫院中的蘇西夢到可怕怪物，她藏身在巡邏艇中前往沼澤。艇上的狩獵監督員發現兩人正在回收水中的箱子。他們眼見事情敗露，刺死了監督員。蘇西趁機逃入岸邊叢林中，其中一名男子曼森緊追不放。沼澤異形聞訊趕來，殺死了曼森。四處搜救蘇西的艾比見到怪物，她匆忙帶著蘇西離開沼澤。蘇西告訴她，怪物自稱名叫亞歷克。 |      |          |                       |                                                                  |               |           |
| 3 |      | 怪物說話 | 德倫·薩拉菲安         | 羅柏·佛瑞斯可                                                    | 2019年6月14日 | T33.10353 |
| 艾比向朋友莉茲表示，她認為蘇西是被怪物吸引前去沼澤，懷疑怪物是死去的亞歷克。艾比在醫院遇到正在驗屍的傑森·伍德羅，傑森闡述了人與自然之間零和遊戲的偏激思想。莉茲想要採訪銀行職員戈登，希望了解他秘密貸款給艾佛瑞·桑德蘭的事情。為了調查亞歷克的乘船爆炸起因，警長露西莉亞晚間來到艾佛瑞家中，她與艾佛瑞一直秘密偷情。艾比的助手哈倫同樣感染了綠色病毒，她再次返回亞歷克的實驗室尋找病毒解藥。被沼澤異形殺死的曼森復活，渾身佈滿蟲子，他來到實驗室向怪物復仇。艾比遭遇曼森攻擊，沼澤異形及時出現降服了他。艾比認出沼澤異形是亞歷克，他告訴艾比這種病毒是對外界做出反擊而非主動攻擊，艾比因此確定了治療方案，成功解救了所有患者。丹尼爾亟欲離開瑪萊鎮，仙娜度夫人再次為他占卜，這次的結果顯示他要等待的人已經出現，正是艾比·艾肯。由於妻子瑪麗亞不願意出資援助艾佛瑞，艾佛瑞擔心自己非法挪借巨款的事情被曝光，潛入戈登家中殺害了他。 |      |          |                       |                                                                  |               |           |
| 4 |      | 鎮邊黑暗 | 卡羅爾·班克           | 蓋瑞·道柏曼＆馬克·弗海頓                                         | 2019年6月21日 | T33.10354 |
| 托德和父親在沼澤中發現一具乾屍，逃跑時托德的手臂被屍體劃傷。轉天托德在莉茲父親德羅伊的酒館工作時，眼前出現可怕的幻象。為了阻滯托德自殘，德羅伊被托德抓傷。隨後德羅伊同樣感知到自己記憶中的可怕經歷。在艾比和警長露西莉亞幫助下，德羅伊被送往醫院。在爭執過程中，德羅伊抓傷了露西莉亞。艾比前往沼澤，獲取成為了怪物的亞歷克的細胞組織樣本，亞歷克提醒她留意沼澤中的危險事物。艾比在實驗室觀察到樣本中的細胞融合了植物和動物的特性。伍德羅對此現象感到驚奇，開始與艾比共同研究。為慶祝「綠流感」病毒被清除，桑德蘭夫婦邀請小鎮居民參加晚宴，他們決定收養剛被治愈的小女孩蘇西。艾比在沼澤中發現乾屍，以及遺落在傍邊的酒店鑰匙。亞歷克告訴艾比依附在屍體上的「黑暗物質」被托德釋放，需要把它帶回沼澤。莉茲通過鑰匙，在就職的報社查詢到二十世紀二十年代發生過多起類似事件，受害者最終消失於沼澤。寄身於托德的「黑暗物質」通過血液接觸間接傳遞給露西莉亞。露西莉亞在晚宴上陷入幻象之中，艾比在幫助露西莉亞鎮定下來的過程中被抓傷。艾比匆忙返回沼澤尋求亞歷克的幫助，亞歷克將「黑暗物質」重新送入屍體被埋入地下。亞歷克表示從植物中了解到，這名男子為了保護親人而自殺。他進一步說明，由於沼澤被污染，發生的一切只是剛開始。 |      |          |                       |                                                                  |               |           |
| 5 |      | 黑夜驅車 | 格雷格·比曼           | 富蘭克林·羅                                                      | 2019年6月28日 | T33.10355 |
| 沼澤異形看到橫尸遍野的幻象，隨後他遇到幻影陌生人，後者告訴他這些幻象都是樹木所見證的真實事件。蘇西的意識被瑪麗亞已故女兒蕭娜的靈魂所佔據，她企圖引誘瑪麗亞葬身沼澤之中陪伴她。艾比追隨瑪麗亞來到沼澤，受蕭娜靈魂的影響，意識不清的瑪麗亞抓住艾比，打算淹死她。艾比掙扎逃脫之後，沼澤異形把沉入水底的瑪麗亞解救上岸。沼澤異形向艾比講述自己看到了當年蕭娜溺水而死的經過，她被沼澤中的邪惡力量糾纏而無法脫身。莉茲繼續調查亞歷克的死亡案件以及銀行職員戈登的去向，艾佛瑞來到她家餐館施以威脅，莉茲當初沒有退縮。丹尼爾試圖離開瑪萊鎮，邊境的一堵無形的墻依然阻擋他的去路。傑森在亞歷克的實驗室發現植物樣本，分析之後發現與艾比帶來的樣本具有相同的遺傳物質。因此，傑森告訴艾佛瑞有一隻大型生物存活在沼澤中，他希望能夠活捉並研究它，艾佛瑞向他推薦了追捕人選。艾佛瑞派出打手恐嚇莉茲，丹尼爾上前幫忙，被其中一名打手失手用棍棒擊中後腦，倒地不起。 |      |          |                       |                                                                  |               |           |
| 6 |      | 付出代價 | 托·弗雷澤             | 塔尼亞·洛蒂亞                                                    | 2019年7月5日  | T33.10356 |
| 艾佛瑞派出的捕手被沼澤異形擊退。露西莉亞質問兒子馬修是否是暗夜在船上襲擊亞歷克的兇手，為了掩蓋這件事，她槍殺了一名目擊者。馬修承認開槍射殺亞歷克，是出於保護母親免受艾佛瑞的威脅。莉茲告訴艾比，恐嚇自己並擊打丹尼爾的人是受艾佛瑞的指使。丹尼爾腦部受到重創，陷入深度昏迷。在一切發生之前，丹尼爾與幻影陌生人達成交易，換取演出機會，也導致他被困在瑪萊鎮至今。伍德羅從艾比帶來的樣本中提取出了一種誘變劑，趁人不備注射給了丹尼爾。丹尼爾奇跡般地甦醒，當時身體不斷發熱。為調查捕手被襲案件，馬修來到沼澤，遇到艾比和沼澤異形。艾比向他說明，怪物就是「死去」的亞歷克·荷蘭。丹尼爾衝出醫院找伍德羅理論，逐漸變成「藍魔鬼」，緊急之中伍德羅的妻子麻醉了他。仙娜度夫人來到醫院施展巫術，減輕了丹尼爾的痛苦。沼澤異形手中長出能夠散發致幻劑的花朵，艾比受此影響，眼前的怪物變成了具有正常身體形態的亞歷克·荷蘭。 |      |          |                       |                                                                  |               |           |
| 7 |      | 完美偽裝 | 亞歷克西斯·奧斯特蘭德 | 安德魯·普雷斯頓＆羅布·弗雷斯科                                   | 2019年7月12日 | T33.10357 |
| 艾比為了治愈亞歷克，兩人來到沼澤深處。在採集樣本時，艾比被腐爛的藤蔓攻擊，傷口出現嚴重的細菌感染。亞歷克將受傷的艾比帶回曾經的實驗室，利用與植物溝通的能力治愈了她。瑪麗亞與露西莉亞合謀，打算除去艾佛瑞。露西莉亞將他騙至沼澤，麥特隨後趕到，兩人控制住艾佛瑞。情急之中，艾佛瑞告訴麥特自己是他的親生父親。混亂之際，艾佛瑞刺傷麥特，露西莉亞開槍反擊，射中艾佛瑞，負傷的艾佛瑞潛入水中逃走。麥特埋怨母親之前不告知真相。憑藉伍德羅研製出的誘變劑，瑪麗亞成功與一個秘密組織簽訂合同，並接管公司。亞歷克告訴艾比變成沼澤異形使他更具有幫助別人的能力，希望她不必再費心為自己治療，並規勸她離開沼澤。艾比帶著樣本，離開小鎮前往亞特蘭大的疾病管制與預防中心堅持尋找治療方案。身負重傷的艾佛瑞爬到岸上。 |      |          |                       |                                                                  |               |           |
| 8 |      | 歸家長路 | E·L·卡茨              | 多麗絲·伊根                                                      | 2019年7月19日 | T33.10358 |
| 負傷的艾佛瑞穿行於沼澤中，失血過多的他開始產生幻覺。沼澤異形及時施以援手，並幫助艾佛瑞縫合傷口。艾比帶著採集的樣本回到亞特蘭大。與瑪麗亞合作的秘密組織來到疾病管制與預防中心，阻止艾比進一步研究，並希望她配合組織，抓捕沼澤異形。艾比憤然拒絕，趕回瑪萊。轉天之後，獲救的艾佛瑞帶著伍德羅前來沼澤，假意幫助亞歷克恢復正常，實則打算誘捕他。他們與秘密組織派來的僱傭兵共同利用液氮冷凍並成功捕獲沼澤異形。感知到亞歷克有危險，甫歸瑪萊的艾比在沼澤發現沼澤異形已經被帶走。 |      |          |                       |                                                                  |               |           |
| 9 |      | 解剖課程 | 邁克爾·戈伊           | 故事構思 ：馬克·弗海頓 劇本創作 ：諾亞·格里菲斯＆丹尼爾·斯圖爾特 | 2019年7月26日 | T33.10359 |
| 沼澤異形被伍德羅帶至桑德蘭的秘密工廠進行生物學研究。伍德羅解剖怪物，取出它的內臟器官，怪物仍然沒有死亡。經過進一步診斷，伍德羅猜想這是由於亞歷克·荷蘭沉入沼澤之後，他的的意識附著在了沼澤植物體內，因而產生沼澤異形。艾佛瑞為了報復妻子瑪麗亞，將她關進了精神病院。馬修因為酒駕發生嚴重車禍。幻影陌生人來到丹尼爾的病房，向他展示一種可能存在的未來，丹尼爾看到艾比和莉茲被槍擊身亡。為了解救她們，丹尼爾戴上面具，成為有超能力的「藍魔鬼」。他趕到工廠，謀殺了所有僱傭兵，幫助艾比和莉茲進入解剖室，之後獨自離開。艾比釋放了沼澤異形，它的內臟和身體很快復原完好。伍德羅帶著沼澤異形的內臟逃至家中，發現患有阿茲海默症的妻子因記憶混亂而服藥過量，生命垂危。為了驗證伍德羅的猜想，沼澤異形帶著艾比回到亞歷克的喪生地點。怪物從水底將亞歷克腐爛的屍體打撈上岸，向艾比說明自己不是真正的亞歷克。 |      |          |                       |                                                                  |               |           |
| 10 |      | 未盡事宜 | 德倫·薩拉菲安         | 故事構思 ：蓋瑞·道柏曼、馬克·弗海頓 劇本創作 ：羅布·弗雷斯科     | 2019年8月2日  | T33.10360 |
| 沼澤異形將亞歷克的屍體送歸湖底。艾比安慰沼澤異形，表示亞歷克的思想與它同在。納森·艾勒瑞帶領僱傭兵抓捕沼澤異形，被它全部殺死。沼澤異形放走納森，讓他向別人說明不要再危害沼澤。為拯救妻子，伍德羅用自己做實驗，食用沼澤異形的內臟。艾比來到精神病院，見到仙娜度夫人為解除瑪麗亞的痛苦，致使她神志不清。艾佛瑞打算與露西莉亞和解，遭到拒絕之後，他刺傷露西莉亞，將她關進警車後備箱內，連同車輛一起沉入沼澤湖底。艾比來到伍德羅家，發現他的異常行為並及時報警，伍德羅被警察逮捕，關在警署。丹尼爾成功離開瑪萊。艾比挽留住意欲離開的沼澤異形，兩人決定留在瑪萊共同對抗黑暗。麥特來到警署，遭遇變身為植物大師的伍德羅，他向麥特發起攻擊。 |      |          |                       |                                                                  |               |           |

## 製作

### 開發
2018年5月2日，DC漫畫在線流媒體播放平台DC Universe宣佈《沼澤異形》不用審閱試播集，直接根據劇本預訂第一季，共13集。馬克·弗海頓和蓋瑞·道柏曼將撰寫第一集的劇本，並與溫子仁和麥可·克萊爾一起擔任劇集的執行製片人。羅伯·哈克特為聯合製作人。製作公司包括原子怪物影視製作公司和華納兄弟電視公司。9月4日，連恩·懷斯曼確定將執導第1集，他同時將擔任劇集的執行製片人。
儘管《沼澤異形》在DC Universe播出，但是它並不與該平台播出的其他真人電視劇集《泰坦》和《末日巡邏隊》處於共同世界。
2019年4月17日，報道稱由於DC Universe與母公司華納媒體的創作理念存在差異，劇集由最初的13集縮短為10集。6月6日，由於預算和製作問題，在第一集播出之後，華納決定不再製作第二季，第一季剩餘9集仍會繼續播出。

### 選角

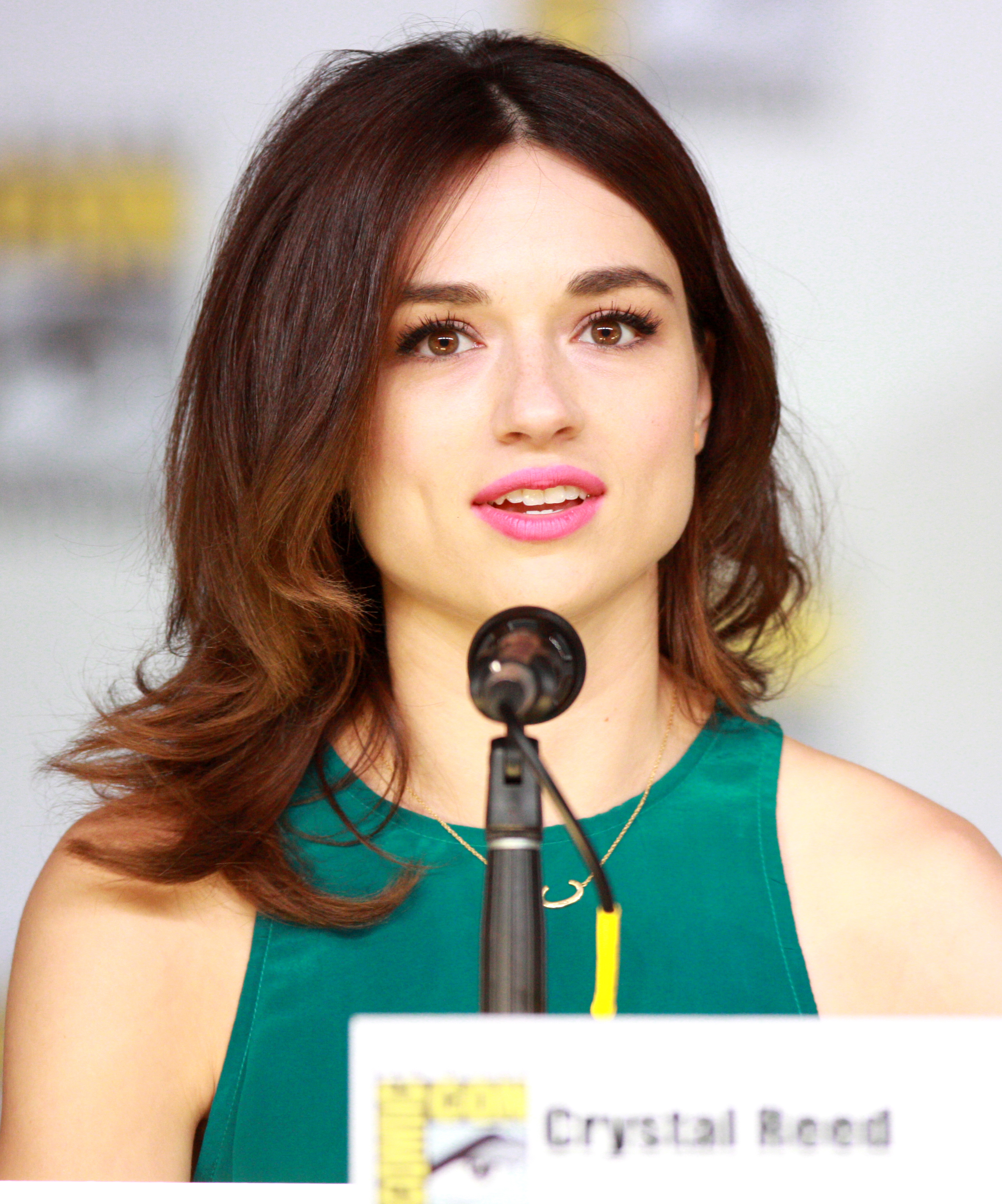
克莉絲朵·里德領銜出演艾比·荷蘭

2018年9月，克莉絲朵·里德和瑪麗亞·斯登確定分別出演艾比·艾肯和莉茲·崔梅恩。珍妮佛·貝爾將出演常規角色露西莉亞·凱博。10月末至11月初，多名演員確定參與演出。潔若·皮斯考克飾演仙娜度夫人，薇吉妮亞·麥德森飾演瑪麗亞·桑德蘭，威爾·派頓飾演艾佛瑞·桑德蘭。安迪·賓將出演主角亞歷克·荷蘭，德瑞克·米爾斯飾演沼澤異形。亨德森·韋德飾演麥特·凱博，凱文·杜蘭飾演傑森·伍德羅。12月12日，有報道稱伊恩·齊爾林加入劇組飾演常規角色藍魔鬼。
2019年1月，李奧納多·南確認出演常規角色哈倫·愛德華。

### 拍攝
在北卡羅來納州威爾明頓的主體拍攝始於2018年11月，2019年5月6日殺青。

## 迴響

### 評價
在影視匯總點評網站爛番茄上，《沼澤異形》獲得了91%的「認證新鮮」，7.6/10分（22位劇評人），該網站的關鍵共識寫道：「藉助於遍佈劇集的恐怖，《沼澤異形》深入地講述這個奇異的故事。這是一個優秀恐怖類型電視劇的回歸。」《沼澤異形》在Metacritic網站上獲得了一般好評，67/100分（5位劇評人）。

### 獎項
| 年度 | 獎項         | 類別                     | 入圍者       | 結果 | 來源   |
| ---- | ------------ | ------------------------ | ------------ | ---- | ------ |
| 2019 | 第45屆土星獎 | 最佳串流媒體超級英雄劇集 | 《沼澤異形》 | 提名 | [ 22 ] |

## 宣傳與發行
《沼澤異形》初步計劃於2019年5月下旬至8月下旬在DC Universe播出。2019年3月29日，DC宣佈劇集將於2019年5月31日播出。2019年4月17日，DC公佈首支預告片。2020年5月，CW電視台取得劇集在電視播放權。2020年8月17日，CW宣佈《沼澤異形》於2020年10月6日在該電視台開播。

### 影碟發行
| 季數 | 季數 | 集數 | DVD發行日期   | DVD發行日期  | DVD發行日期   | 藍光影碟發行日期 | 藍光影碟發行日期 |
| 季數 | 季數 | 集數 | 區域1         | 區域2        | 區域4         | A區              | B區              |
| ---- | ---- | ---- | ------------- | ------------ | ------------- | ---------------- | ---------------- |
|      | 1    | 10   | 2020年2月11日 | 2020年7月6日 | 2020年2月12日 | 2020年2月11日    | 2020年7月6日     |

## 資料來源
1. 1 2 3  Andreeva, Nellie. . Deadline Hollywood. 2018-05-02  [2018-12-10]. （原始内容存档于2018-05-03） （英语）.
2. ↑  Trigg, Eric. . screenrant. 2018-12-03  [2018-12-25]. （原始内容存档于2018-12-04） （美国英语）.
3. ↑  Andreeva, Nellie; Petski, Denise. . Deadline Hollywood. 2018-09-04  [2018-09-04]. （原始内容存档于2018-10-27） （英语）.
4. ↑  Little, Morgan. . CNET. 2018-07-19  [2018-07-20]. （原始内容存档于2018-07-19） （英语）.
5. ↑  Goldberg, Lesley. . The Hollywood Reporter. 2019-04-17  [2019-04-18]. （原始内容存档于2019-04-18） （英语）.
6. ↑  Kimberly, Roots. . tvLine. 2019-06-06  [2019-06-07]. （原始内容存档于2019-06-06） （英语）.
7. ↑  Andreeva, Nellie. . Deadline Hollywood. 2018-09-06  [2018-12-10]. （原始内容存档于2018-09-07） （英语）.
8. ↑  Andreeva, Nellie; Petski, Denise. . Deadline Hollywood. 2018-09-07  [2018-12-10]. （原始内容存档于2018-09-07） （英语）.
9. ↑  Andreeva, Nellie; Petski, Denise. . Deadline Hollywood. 2018-09-28  [2018-12-10]. （原始内容存档于2018-09-28） （英语）.
10. ↑  Boucher, Geoff. . Deadline Hollywood. 2018-10-26  [2018-12-10]. （原始内容存档于2018-10-07） （英语）.
11. ↑  Petski, Denise. . Deadline Hollywood. 2018-11-01  [2018-12-10]. （原始内容存档于2018-11-02） （英语）.
12. ↑  Andreeva, Nellie. . Deadline Hollywood. 2018-11-05  [2018-12-10]. （原始内容存档于2018-11-06） （英语）.
13. ↑  Hipes, Patrick. . Deadline Hollywood. 2018-11-06  [2018-12-10]. （原始内容存档于2018-11-07） （英语）.
14. ↑  Boucher, Geoff. . Deadline Hollywood. 2018-11-07  [2018-12-10]. （原始内容存档于2018-11-08） （英语）.
15. ↑  Boucher, Geoff. . Deadline Hollywood. 2018-11-12  [2018-12-10]. （原始内容存档于2018-11-12） （英语）.
16. ↑  Petski, Denise. . Deadline Hollywood. 2018-12-12  [2018-12-14]. （原始内容存档于2018-12-13） （英语）.
17. ↑  Petski, Denise. . Deadline Hollywood. 2019-01-04  [2019-01-09]. （原始内容存档于2019-01-04） （英语）.
18. ↑  Ingram, Hunter. . Wilmington Star News. 2018-11-29  [2018-12-10]. （原始内容存档于2018-11-30） （英语）.
19. ↑  . cbr. 2019-05-06  [2019-06-05]. （原始内容存档于2019-05-31） （英语）.
20. ↑  . 爛番茄. Fandango.   [2019-06-04]. （原始内容存档于2019-05-31） （美国英语）.
21. ↑  . Metacritic. CBS Interactive.   [2019-06-04]. （原始内容存档于2019-06-03） （美国英语）.
22. ↑  Mancuso, Vinnie. . Collider. 2019-07-16  [2019-07-17]. （原始内容存档于2019-08-19） （美国英语）.
23. ↑  Ridgely, Charlie. . Comicbook.com. 2018-10-04  [2018-12-10]. （原始内容存档于2018-10-13） （英语）.
24. ↑  Webb Mitovich, Matt. . TVLine. 2019-03-29  [2019-03-30]. （原始内容存档于2019-03-30） （美国英语）.
25. ↑  Mancuso, Vinnie. . collider. 2019-04-17  [2019-04-19]. （原始内容存档于2019-04-19） （美国英语）.
26. ↑  Thorne, Will. . Variety. 2020-05-11  [2020-05-11]. （原始内容存档于2020-05-12） （美国英语）.
27. ↑  Highfill, Samantha. . Entertainment Weekly. 2020-08-17  [2020-08-17]. （原始内容存档于2020-08-18） （美国英语）.
28. ↑  .   [2020-06-15] –Amazon （美国英语）.
29. ↑  .   [2020-06-15] –Amazon （英国英语）.
30. ↑  .   [2020-06-15]. （原始内容存档于2020-06-15） –JB Hi-Fi （澳大利亚英语）.
31. ↑  .   [2020-06-15] –Amazon （美国英语）.
32. ↑  .   [2020-06-15] –Amazon （英国英语）.

## 外部連結
- 互联网电影数据库（IMDb）上《沼澤異形》的资料（英文）